# Lamborghini Egoista
Lamborghini Egoista (укр. Ламборґіні Егоіста) — середньо-моторний суперкар, виготовлений італійським виробником.

## Про автомобіль
У 2013 році, італійський виробник, в честь свого 50-ліття, представив Lamborghini Egoista. Це середньо-моторний, одномісний суперкар у якого немає дверей, тільки скляна відкидна кабіна, як у літаків.

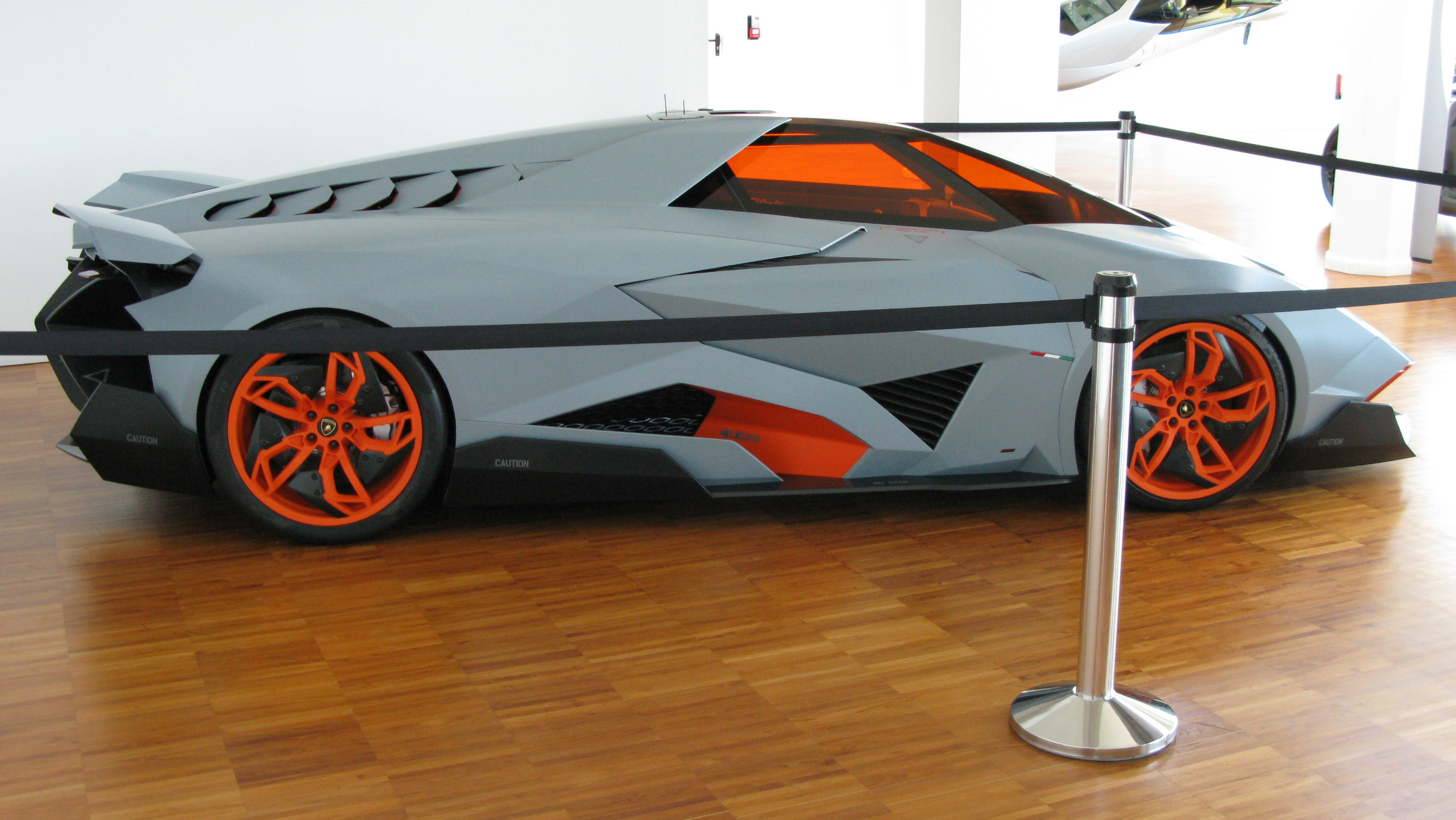
Lamborghini Egoista

В рух автомобіль приводить атмосферний V10 об'ємом 5,2 літра від Gallardo, потужністю 600 к.с. (560 Нм). Від 0 до 100 км/год, авто розганяється за 2,4 секунди. Максимальна швидкість складає 350 км/год. Питома потужність складає 632 к.с/т. (1,58 кг на 1 к.с.). Вага автомобіля складає 950 кг. Привід автомобіля — повний.